# NHL Entry Draft

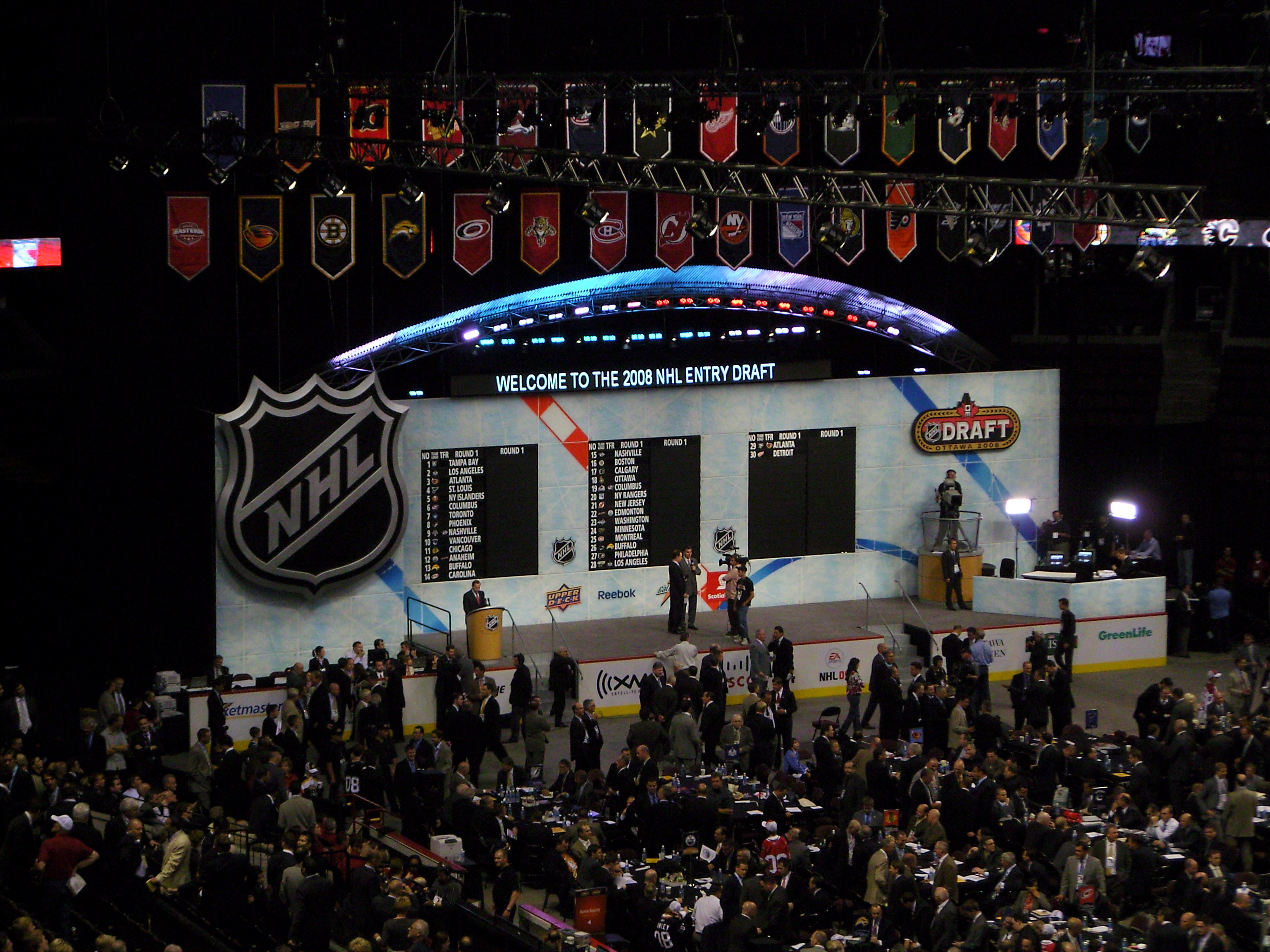
Il palco dell'NHL Entry Draft 2008.

L'NHL Entry Draft è un evento annuale nel corso del quale ciascuna franchigia della National Hockey League (NHL) esercita il diritto di scegliere giocatori di hockey su ghiaccio non professionisti o che rientrino nei parametri del draft (giocatori nordamericani fra i 18 e i 20 anni e giocatori europei di ogni età all'esordio nella lega, mentre negli altri i giocatori accedono alla NHL come free agent). L'NHL Entry Draft si svolge a cadenza annuale, generalmente entro due o tre mesi dalla conclusione della stagione regolare.
Il primo draft si svolse nel 1963, e da allora si è svolto regolarmente ogni anno. L'NHL Entry Draft fu noto come NHL Amateur Draft fino al 1979. Il draft diventò pubblico solo a partire dall'edizione del 1980, mentre la prima copertura televisiva dell'evento fu nel 1984. L'ordine di selezione è stabilito a partire dai risultati dell'ultima stagione regolare, tuttavia è data la possibilità a tutte le squadre non qualificate ai playoff di ambire alla prima scelta assoluta.

## Storia
Il primo Entry Draft (a quel tempo denominato "NHL Amateur Draft") si svolse il 5 giugno 1963 presso il Queen Elizabeth Hotel di Montréal, nel Québec. Potevano essere selezionati i giocatori dilettanti al di sotto dei 20 anni di età. Nel 1979 tale norma cambiò permettendo anche ai giocatori che già avevano militato in squadre professionistiche di essere inclusi nelle scelte. Tale cambio del regolamento si rese necessario per facilitare il reinserimento dei giocatori provenienti dalla World Hockey Association, scioltasi quell'anno. Conseguentemente il nome del Draft fu cambiato da "NHL Amateur Draft" a "NHL Entry Draft". Per la prima volta dal 1980 ciascun giocatore fra i 18 e i 20 anni di età era eleggibile. In aggiunta poteva essere scelto anche qualsiasi giocatore europeo anche al di sopra dei 20 anni di età. Fra il 1987 ed il 1991 i giocatori diciottenni e diciannovenni poterono essere scelti sono nei primi tre giri, a meno che non avessero già disputato gare con le squadre della Canadian Hockey League, o della NCAA, o presso le high school o nei campionati europei.
Nell'edizione del 1980 l'Entry Draft diventò un evento aperto al pubblico, tenutosi presso il Forum de Montréal. Prima di quell'anno l'Entry Draft si era svolto presso vari hotel di Montreal o negli uffici della NHL, lontano dalla stampa e dal pubblico. La prima edizione che si svolse lontana da Montreal fu quella tenuta presso il Metro Toronto Convention Centre di Toronto nel 1985. La copertura televisiva in diretta dell'evento fu offerta per la prima volta nel 1984, quando la Canadian Broadcasting Corporation garantì la messa in onda sia per il pubblico anglofono che per quello francofono. L'Entry Draft 1987, tenutosi presso la Joe Louis Arena di Detroit, fu il primo Draft NHL a svolgersi negli Stati Uniti.
Prima dello sviluppo del Draft, ciascuna squadra della NHL sponsorizzava dei club giovanili, e proponeva contratti professionistici ai ragazzi appartenenti a tali squadre. I giocatori potevano sottoscrivere contratti di tre tipi diversi: la forma "A", che consentiva al giocatore di partecipare ad un provino; la forma "B", la quale dava alla squadra NHL la possibilità di ingaggiare il giocatore in cambio di un bonus; e la forma "C", con cui il ragazzo diveniva a tutti gli effetti un giocatore professionista. La forma "C" poteva essere sottoscritta dai giocatori al di sopra dei 18 anni di età o con il consenso dei genitori, spesso ricevendo un bonus economico al momento della firma. I primi draft, fino all'edizione del 1968, si svolsero per assegnare alle squadre quei giocatori che già non avevano sottoscritto un contratto professionistico mentre militavano nelle formazioni da loro sostenute. Dopo quella stessa data le franchigie smisero di sponsorizzare i club giovanili.

## Ordine di selezione e Lottery
L'ordine di selezione dell'Entry Draft è deciso da una combinazione dovuta alla Draft Lottery, ai risultati ottenuti nella stagione regolare e a quelli dei playoff. È permesso alle franchigie di trattare con le altre squadre la cessione delle proprie scelte. In tutti i casi per stilare l'ordine di chiamata la squadra considerata è quella detentrice originale della scelta, e non quella che ne ha acquisito i diritti attraverso uno scambio o una trattativa. Il sistema della Lottery fu introdotto dopo che gli Ottawa Senators nel 1993 iniziarono a perdere apposta le partite per poter selezionare al primo posto assoluto Alexandre Daigle.
Alla fine della stagione regolare le 14 squadre della NHL che non si sono qualificate ai playoff vengono inserite in un'estrazione per determinare l'ordine di scelta al primo giro del Draft. La squadra giunta al trentesimo posto ha le maggiori chance di vincere la Lottery con un 20% di possibilità, la ventinovesima classificata ha il 13,5%, mentre via via le percentuali scendono fino all'1% di vittoria della squadra giunta al diciassettesimo posto in stagione regolare. A ogni squadra vengono assegnate casualmente una serie di combinazioni a quattro cifre a seconda della propria percentuale: in questo modo l'ultima classificata avendo il 20% di possibilità riceve 200 delle 1.001 combinazioni possibili, la penultima 135 eccetera. Dall'urna vengono estratti quattro numeri e la formazione con quella serie di numeri guadagna la prima scelta assoluta. Le possibilità per la squadra giunta all'ultimo posto di mantenere la prima scelta assoluta erano del 48,2%, con la certezza di disporre comunque in caso di Lottery negativa della seconda scelta. La squadra al 26º posto invece poteva contare sulla prima scelta (8,1%), sulla quinta (74,7%), o sulla sesta (17,2%). A partire dal 2016 dopo la prima estrazione ne vennero aggiunte altre due, effettuate con le stesse modalità, per selezionare la seconda e poi la terza squadra nell'ordine del draft. Con la firma del nuovo contratto collettivo dal draft del 2013 tutte e 14 le squadre non qualificate ai playoff possono ambire in ugual modo alla prima scelta assoluta, così come già accade nella NBA.
L'ordine per le altre squadre è determinato dai risultati ottenuti nei playoff della Stanley Cup. La squadra vincitrice della Stanley Cup ha diritto alla 30ª e ultima scelta al primo giro, mentre la finalista ha diritto alla 29ª. Le squadre eliminate alle finali di conference occupano le posizioni 27 e 28, con la 28ª scelta assegnata alla formazione meglio classificata in stagione regolare. Le vincitrici di division rimanenti, così come le altre squadre qualificate ai playoff occupano le posizioni dalla 26ª alla 15ª, ordinate sempre secondo il posizionamento in regular season.
Quando una squadra perde i propri diritti su un giocatore al primo giro, senza che egli abbia firmato un contratto tale squadra, essa perde i diritti su quel giocatore, mentre egli può ripresentarsi al Draft oppure firmare un contratto da unrestricted free agent. La squadra che ha perso il diritto viene ricompensata con una compensatory draft pick. Tale scelta si posiziona allo stesso numero del giocatore che al primo giro non ha firmato alcun contratto, tuttavia viene posta al secondo giro. Così se una squadra non riesce ad ingaggiare la settima scelta al primo giro, potrà ricevere come compensazione la settima scelta al secondo giro nel draft successivo.

## Elenco dei draft
| Draft | Luogo                        | Città       | Data                | Num. Giocatori | Prima scelta        | Squadra               |
| ----- | ---------------------------- | ----------- | ------------------- | -------------- | ------------------- | --------------------- |
| 1963  | Queen Elizabeth Hotel        | Montréal    | 5 giugno 1963       | 21             | Garry Monahan       | Montreal Canadiens    |
| 1964  | Queen Elizabeth Hotel        | Montréal    | 11 giugno 1964      | 24             | Claude Gauthier     | Detroit Red Wings     |
| 1965  | Queen Elizabeth Hotel        | Montréal    | 27 aprile 1965      | 11             | André Veilleux      | New York Rangers      |
| 1966  | Queen Elizabeth Hotel        | Montréal    | 25 aprile 1966      | 24             | Barry Gibbs         | Boston Bruins         |
| 1967  | Queen Elizabeth Hotel        | Montréal    | 7 luglio 1967       | 18             | Rick Pagnutti       | Los Angeles Kings     |
| 1968  | Queen Elizabeth Hotel        | Montréal    | 13 giugno 1968      | 24             | Michel Plasse       | Montreal Canadiens    |
| 1969  | Queen Elizabeth Hotel        | Montréal    | 12 giugno 1969      | 84             | Réjean Houle        | Montreal Canadiens    |
| 1970  | Queen Elizabeth Hotel        | Montréal    | 11 giugno 1970      | 115            | Gilbert Perreault   | Buffalo Sabres        |
| 1971  | Queen Elizabeth Hotel        | Montréal    | 10 giugno 1971      | 117            | Guy Lafleur         | Montreal Canadiens    |
| 1972  | Queen Elizabeth Hotel        | Montréal    | 8 giugno 1972       | 152            | Billy Harris        | New York Islanders    |
| 1973  | Mount Royal Hotel            | Montréal    | 15 maggio 1973      | 168            | Denis Potvin        | New York Islanders    |
| 1974  | Sede NHL di Montreal         | Montréal    | 28 maggio 1974      | 247            | Greg Joly           | Washington Capitals   |
| 1975  | Sede NHL di Montreal         | Montréal    | 3 giugno 1975       | 217            | Mel Bridgman        | Philadelphia Flyers   |
| 1976  | Sede NHL di Montreal         | Montréal    | 1º giugno 1976      | 135            | Rick Green          | Washington Capitals   |
| 1977  | Sede NHL di Montreal         | Montréal    | 14 giugno 1977      | 185            | Dale McCourt        | Detroit Red Wings     |
| 1978  | Queen Elizabeth Hotel        | Montréal    | 15 giugno 1978      | 234            | Bobby Smith         | Minnesota North Stars |
| 1979  | Queen Elizabeth Hotel        | Montréal    | 9 agosto 1979       | 126            | Rob Ramage          | Colorado Rockies      |
| 1980  | Forum de Montréal            | Montréal    | 11 giugno 1980      | 210            | Doug Wickenheiser   | Montreal Canadiens    |
| 1981  | Forum de Montréal            | Montréal    | 10 giugno 1981      | 211            | Dale Hawerchuk      | Winnipeg Jets         |
| 1982  | Forum de Montréal            | Montréal    | 9 giugno 1982       | 252            | Gord Kluzak         | Boston Bruins         |
| 1983  | Forum de Montréal            | Montréal    | 8 giugno 1983       | 242            | Brian Lawton        | Minnesota North Stars |
| 1984  | Forum de Montréal            | Montréal    | 9 giugno 1984       | 250            | Mario Lemieux       | Pittsburgh Penguins   |
| 1985  | Toronto Convention Centre    | Toronto     | 15 giugno 1985      | 252            | Wendel Clark        | Toronto Maple Leafs   |
| 1986  | Forum de Montréal            | Montréal    | 21 giugno 1986      | 252            | Joe Murphy          | Detroit Red Wings     |
| 1987  | Joe Louis Arena              | Detroit     | 13 giugno 1987      | 252            | Pierre Turgeon      | Buffalo Sabres        |
| 1988  | Forum de Montréal            | Montréal    | 11 giugno 1988      | 252            | Mike Modano         | Minnesota North Stars |
| 1989  | Met Center                   | Bloomington | 17 giugno 1989      | 252            | Mats Sundin         | Quebec Nordiques      |
| 1990  | BC Place                     | Vancouver   | 16 giugno 1990      | 250            | Owen Nolan          | Quebec Nordiques      |
| 1991  | Buffalo Memorial Auditorium  | Buffalo     | 22 giugno 1991      | 264            | Eric Lindros        | Quebec Nordiques      |
| 1992  | Forum de Montréal            | Montréal    | 20 giugno 1992      | 264            | Roman Hamrlík       | Tampa Bay Lightning   |
| 1993  | Colisée de Québec            | Québec      | 26-27 giugno 1993   | 286            | Alexandre Daigle    | Ottawa Senators       |
| 1994  | Hartford Civic Center        | Hartford    | 28 giugno 1994      | 286            | Ed Jovanovski       | Florida Panthers      |
| 1995  | Edmonton Coliseum            | Edmonton    | 28 giugno 1995      | 234            | Bryan Berard        | Ottawa Senators       |
| 1996  | Kiel Center                  | St. Louis   | 22 giugno 1996      | 241            | Chris Phillips      | Ottawa Senators       |
| 1997  | Civic Arena                  | Pittsburgh  | 21 giugno 1997      | 246            | Joe Thornton        | Boston Bruins         |
| 1998  | Marine Midland Arena         | Buffalo     | 27 giugno 1998      | 258            | Vincent Lecavalier  | Tampa Bay Lightning   |
| 1999  | FleetCenter                  | Boston      | 26 giugno 1999      | 272            | Patrik Štefan       | Atlanta Thrashers     |
| 2000  | Canadian Airlines Saddledome | Calgary     | 24-25 giugno 2000   | 293            | Rick DiPietro       | New York Islanders    |
| 2001  | National Car Rental Center   | Sunrise     | 23-24 giugno 2001   | 289            | Il'ja Koval'čuk     | Atlanta Thrashers     |
| 2002  | Air Canada Centre            | Toronto     | 22-23 giugno 2002   | 290            | Rick Nash           | Columbus Blue Jackets |
| 2003  | Gaylord Entertainment Center | Nashville   | 21-22 giugno 2003   | 292            | Marc-André Fleury   | Pittsburgh Penguins   |
| 2004  | RBC Center                   | Raleigh     | 26-27 giugno 2004   | 291            | Aleksandr Ovečkin   | Washington Capitals   |
| 2005  | Westin Hotel Ottawa          | Ottawa      | 30 luglio 2005      | 230            | Sidney Crosby       | Pittsburgh Penguins   |
| 2006  | General Motors Place         | Vancouver   | 24 luglio 2006      | 213            | Erik Johnson        | St. Louis Blues       |
| 2007  | Nationwide Arena             | Columbus    | 22-23 giugno 2007   | 211            | Patrick Kane        | Chicago Blackhawks    |
| 2008  | Scotiabank Place             | Ottawa      | 20-21 giugno 2008   | 211            | Steven Stamkos      | Tampa Bay Lightning   |
| 2009  | Centre Bell                  | Montréal    | 26-27 giugno 2009   | 211            | John Tavares        | New York Islanders    |
| 2010  | Staples Center               | Los Angeles | 25-26 giugno 2010   | 210            | Taylor Hall         | Edmonton Oilers       |
| 2011  | Xcel Energy Center           | Saint Paul  | 24-25 giugno 2011   | 211            | Ryan Nugent-Hopkins | Edmonton Oilers       |
| 2012  | Consol Energy Center         | Pittsburgh  | 22-23 giugno 2012   | 211            | Nail' Jakupov       | Edmonton Oilers       |
| 2013  | Prudential Center            | Newark      | 30 giugno 2013      | 211            | Nathan MacKinnon    | Colorado Avalanche    |
| 2014  | Wells Fargo Center           | Filadelfia  | 27-28 giugno 2014   | 210            | Aaron Ekblad        | Florida Panthers      |
| 2015  | National Car Rental Center   | Sunrise     | 26-27 giugno 2015   | 211            | Connor McDavid      | Edmonton Oilers       |
| 2016  | First Niagara Center         | Buffalo     | 24-25 giugno 2016   | 211            | Auston Matthews     | Toronto Maple Leafs   |
| 2017  | United Center                | Chicago     | 23-24 giugno 2017   | 217            | Nico Hischier       | New Jersey Devils     |
| 2018  | American Airlines            | Dallas      | 22 - 23 giugno 2018 | 217            | Rasmus Dahlin       | Buffalo Sabres        |
| 2019  | Rogers Arena                 | Vancouver   | 21 - 22 giugno 2019 | 217            | Jack Hughes         | New Jersey Devils     |
| 2020  | NHL Network Studios          | Secaucus    | 6-7 ottobre 2020    | 216            | Alexis Lafreniere   | New York Rangers      |
| 2021  | NHL Network Studios          | Secaucus    | 23-24 luglio 2021   | 223            | Owen Power          | Buffalo Sabres        |
| 2022  | Bell Centre                  | Montréal    | 7-8 luglio 2022     | 225            | Juraj Slafkovsky    | Montreal Canadiens    |
| 2023  | Bridgestone Arena            | Nashville   | 28-29 giugno 2023   | 224            | Connor Bedard       | Chicago Blackhawks    |
| 2024  | The Sphere                   | Paradise    | 28-29 giugno 2024   | 225            | Macklin Celebrini   | San Jose Sharks       |

Note
1. Il draft 2020 era originariamente previsto al Bell Centre di Montreal, in Quebec, dal 26 al 27 giugno, prima che la stagione venisse sospesa a causa della pandemia di COVID-19. Di conseguenza, è stato dichiarato che il draft si sarebbe svolto in teleconferenza. Anche il draft del 2021 si è svolto in teleconferenza a causa della pandemia.
2. La squadra degli Arizona Coyotes ha rinunciato alla sua seconda scelta del 2020 a causa di una penalizzazione dovuta a violazioni della NHL Combine Testing Policy durante la stagione 2019-20 NHL. Hanno inoltre rinunciato alla loro prima scelta del 2021.[13]